# Donna Deegan
Donna Elizabeth Hazouri, coniugata Deegan (Jacksonville, 28 febbraio 1961), è una politica statunitense, sindaca di Jacksonville dal 2023.

## Biografia
Nata il 28 febbraio 1961, ha origini libanesi attraverso suo padre. Suo bisnonno emigrò dal Libano intorno al 1905. È cresciuta nella zona sud di Jacksonville e si è diplomato alla Bishop Kenny High School nel 1979. 
Ha frequentato la Florida State University e si è laureata nel 1984 in comunicazione. È la cugina dell'ex sindaco di Jacksonville Tommy Hazouri, in carica dal 1987 al 1991.

### Carriera
Dapprima giornalista, ha iniziato la sua carriera politica nel 2008, dopodiché fu per un breve periodo consigliera comunale a Jacksonville.
Deegan ha dichiarato la sua campagna per il 4º distretto congressuale della Florida nel 2019. Si è candidata come sfidante democratica del repubblicano John Rutherford nelle elezioni del 2020. Ha perso contro Rutherford il 3 novembre 2020, ricevendo il 38,9% dei voti.
Le sue principali priorità durante la campagna elettorale sono state l'assistenza sanitaria, il cambiamento climatico e la prevenzione della violenza armata.
Si candidò alle elezioni comunali nel marzo del 2023, dove risultò vincitrice del primo turno con il 39% dei consensi. Ha vinto anche il ballottaggio, sconfiggendo con il 51,92% il candidato repubblicano Daniel Davies.

## Vita privata
Ha due figli dal suo secondo matrimonio con il direttore sportivo di Action News Jax, Dan Hicken. Il 9 agosto 2002 sposò il capo meteorologo della First Coast News, Tim Deegan.